# Lichtenhagen (Naturschutzgebiet)
Lichtenhagen  ist ein rund 110 Hektar umfassendes Naturschutzgebiet in den Gemarkungen Bricht und Overbeck der Gemeinde  Schermbeck am Niederrhein. Eine gut 99 ha große Teilfläche des Naturschutzgebiets ist auch als FFH-Gebiet DE-4207-301 Lichtenhagen ausgewiesen, wodurch dieser Bereich zum europäischen Schutzgebietsnetz Natura 2000 gehört.
Das Naturschutzgebiet Lichtenhagen ist ein ehemaliges Tonabgrabungsgebiet im Naturraum „Niederrheinische Sandplatten“, das sich zu einem Biotopkomplex aus Heideflächen, Stillgewässern sowie Auen-, Bruch- und Eichenwäldern entwickelt hat. Bedeutsam ist das Gebiet insbesondere als Lebensraum für Amphibien und Reptilien – das gemeinsame Vorkommen von Kreuzottern, Schlingnattern und Ringelnattern ist landesweit einzigartig. Die Erhaltung und Optimierung dieses Lebensraums gelten als vordringliche Schutzziele im Naturschutzgebiet Lichtenhagen.
Im Schutzgebiet kommen folgende, nach den Fauna-Flora-Habitat- und Vogelschutzrichtlinien besonders geschützte Arten vor:
- Vögel: Eisvogel, Neuntöter, Schwarzspecht, Teichrohrsänger, Waldschnepfe und Wespenbussard
- Amphibien: Feuersalamander, Kammmolch, Moorfrosch und Seefrosch
- Reptilien: Kreuzotter, Schlingnatter, Ringelnatter und Zauneidechse